# 취약점 관리
취약점 관리 (Vulnerability management)는 특히 소프트웨어와 펌웨어에서, 취약점을 인식, 분류, 개선 그리고 완화시키는 것의 주기적인 업무이다. 특히 컴퓨터 보안과 네트워크 보안에서 필수적인 부분이다.
취약점들은 vulnerability scanner로 발견될 수 있다. 이것은 악성코드 민감도, 안전하지 않은 소프트웨어 설정, 열린 포트 같은 컴퓨터 시스템의 알려진 취약점들을 분석한다. 제로 데이 공격 같은 알려지지 않은 취약점들은 퍼즈 테스팅을 통해 발견될 수 있는데, 이것은 적절한 테스트 케이스로 버퍼 오버플로 취약점 공격 같은 특정한 종류의 취약점들을 인식할 수 있다. 이러한 분석들은 테스트 자동화에 의해 가능해 질 수 있다. 게다가 휴리스틱이 가능한 바이러스 검사 소프트웨어는 의심스러운 행동을 하는 소프트웨어를 찾음으로써 등록되지 않은 악성코드를 분석할 수 있다.
취약점을 수정하는 것에는 패치 설치, 네트워크 보안 정책 변경, 소프트웨어 재설정([[방화벽 (네트워킹)|방화벽] 같은), 사용자들에게 소셜 공학 기법에 관련된 교육 등의 방법들이 있다.

## 같이 보기
- 애플리케이션 보안
- 위험관리